# اوله‌سوکسیم
اوله‌سوکسیم (فرانسوی: Olesoxime‎) یا «TRO19622»، یک داروی تجربی محافظت‌کننده از نورون‌ها (سلول‌های عصبی) است. این دارو، ترکیب اصلی از خانوادهٔ ترکیبات شیمیاییِ کلسترول-اکسیم است که همگی توسط شرکت دارویی فرانسوی «تروفوس» تولید می‌شوند و تعدیل‌کننده‌های منافذ میتوکندری هستند.
این دارو ساختاری مشابه با کلسترول داشته و از طریق تغییراتی در نفوذپذیری منافذ موجود در غشاء میتوکندری، اثرات محافظت‌کننده بر روی نرون‌ها دارد.
یک کارآزمایی بالینی فاز ۳ در سال‌های ۲۰۰۹ تا ۲۰۱۱ میلادی نشان داد که این دارو، اثر چندانی بر روی طولِ عمرِ مبتلایان به اسکلروز جانبی آمیوتروفیک (ALS) در مقایسه با دارونما ندارد.
از طرفی نتایج یک کارآزمایی بالینی فاز ۲ و ۳ بر روی بیماران مبتلا به آتروفی عضلانی نخاعی نشان داده‌است که این دارو می‌تواند در جلوگیری از زوال عملکرد ماهیچه‌ها مؤثر باشد.
از سال ۲۰۱۵ میلادی، این دارو توسط شرکت هوفمان-لا روش جهت درمان بیماری آتروفی عضلانی نخاعی، در حال تکمیل و آماده‌سازی جهت تولید است.

## بیشتر بخوانید
- Rovini A, Carré M, Bordet T, Pruss RM, Braguer D (2010). "Olesoxime prevents microtubule-targeting drug neurotoxicity: Selective preservation of EB comets in differentiated neuronal cells". Biochemical Pharmacology. 80 (6): 884–894. doi:10.1016/j.bcp.2010.04.018. PMID 20417191.
- Xiao WH, Zheng FY, Bennett GJ, Bordet T, Pruss RM (2009). "Olesoxime (cholest-4-en-3-one, oxime): Analgesic and neuroprotective effects in a rat model of painful peripheral neuropathy produced by the chemotherapeutic agent, paclitaxel". Pain. 147 (1–3): 202–209. doi:10.1016/j.pain.2009.09.006. PMC 2787910. PMID 19833436.
- Bordet T, Buisson B, Michaud M, Abitbol JL, Marchand F, Grist J, Andriambeloson E, Malcangio M, Pruss RM (2008). "Specific Antinociceptive Activity of Cholest-4-en-3-one, Oxime (TRO19622) in Experimental Models of Painful Diabetic and Chemotherapy-Induced Neuropathy". Journal of Pharmacology and Experimental Therapeutics. 326 (2): 623–632. doi:10.1124/jpet.108.139410. PMID 18492948.